# Переспа (Брестская область)
Переспа (бел. Пярэспа) — деревня в Дрогичинском районе Брестской области Беларуси. Входит в состав Немержанского сельсовета.

## География
Деревня находится в южной части Брестской области, на правом берегу ручья Лосинцы, к западу от автодороги Н-663, на расстоянии приблизительно 12 километров (по прямой) к северу от города Дрогичина, административного центра района. Абсолютная высота — 145 метров над уровнем моря. Площадь населённого пункта — 0,7578 км².

## История
В письменных источниках начинает упоминаться начиная с XVII века. Упоминается в 1663 году как владельческая деревня в Пинском повете Брестского воеводства Великого княжества Литовского, собственность Яна Кароля Дольского.
По состоянию на 1905 год, в Переспе проживало 274 человека. В административном отношении деревня входила в состав Хомской волости Кобринского уезда Гродненской губернии.
Согласно Рижскому мирному договору (1921), деревня вошла в состав межвоенной Польши. Входила в состав гмины Хомск Дрогичинского повета Полесского воеводства. В 1921 году числился 221 житель, проживавших в 39 домах. В этническом составе населения того периода полещуки составляли 84,6 % и белорусы — 15,4 %. В конфессиональном составе населения преобладали православные христиане (91,4 %), баптисты (5,9 %), иудеи (2,3 %) и католики (0,4 %).
С 1939 года в БССР, с 1940 года в составе Немержанского сельсовета.

## Население
По данным переписи 2019 года, в деревне проживало 28 человек.
| Год  | Население, человек |
| ---- | ------------------ |
| 1905 | 274                |
| 1921 | ↘ 221              |
| 1940 | ↗ 329              |
| 1960 | ↘ 353              |
| 1970 | ↘ 346              |
| 1995 | ↘ 131              |
| 2005 | ↘ 80               |
| 2009 | ↘ 58               |
| 2019 | ↘ 28               |